# Neuendorf 22, 23 (Quedlinburg)

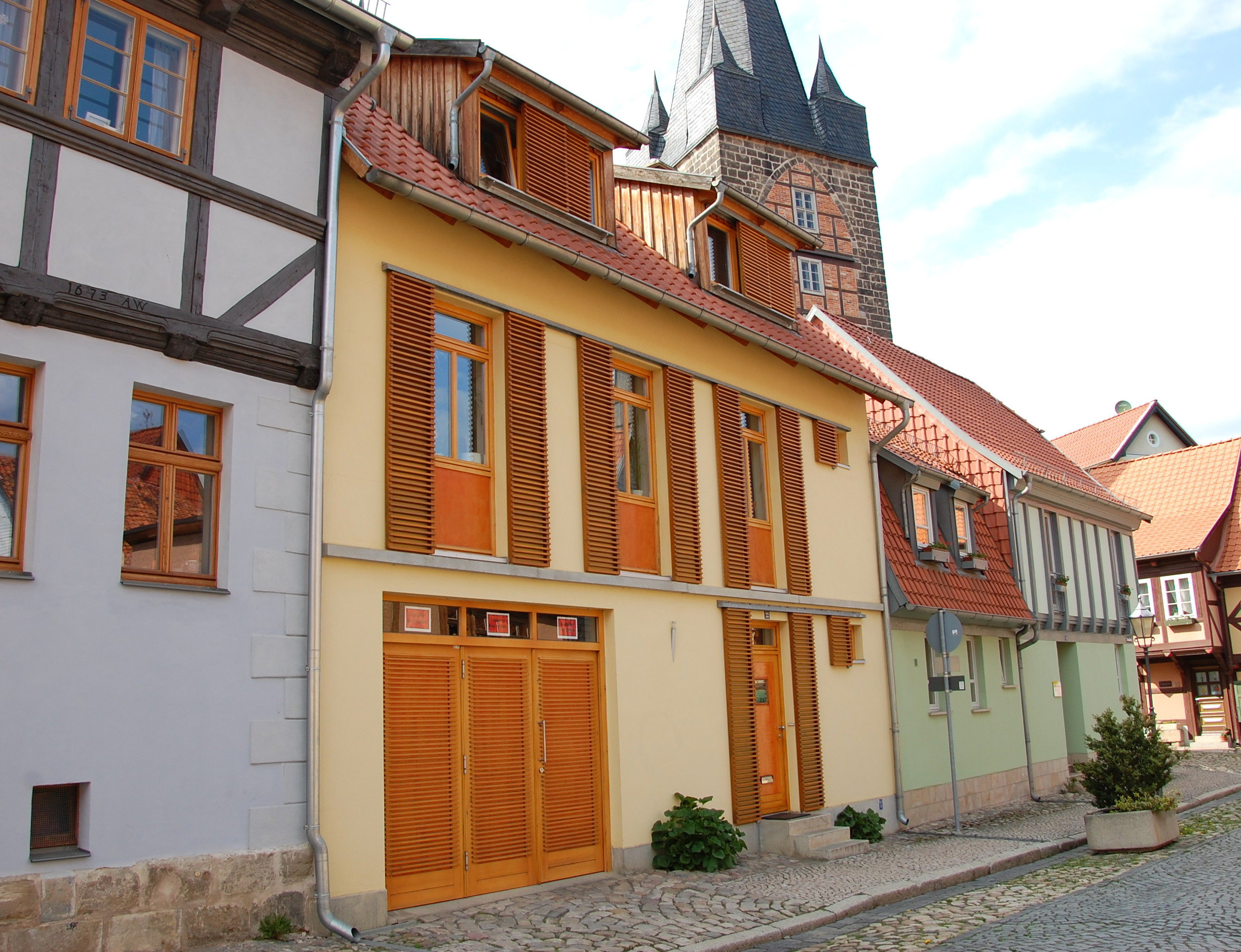
Ersatzneubau Neuendorf 22, 23

Das Haus Neuendorf 22, 23 war ein denkmalgeschütztes Gebäude in der Stadt Quedlinburg in Sachsen-Anhalt. 

## Lage
Es befand sich nordwestlich des Marktplatzes der Stadt auf der Westseite der Straße Neuendorf.

## Architektur und Geschichte
Das zweigeschossige Fachwerkhaus war 1667 vom Zimmermeister Heinrich Reule errichtet worden und war der einzige bekannte noch erhaltene Bau Reules. Auf ihn verwies die Inschrift M HEINRICH REULE ZIMM. Das N der Inschrift war spiegelbildlich geschrieben. Es war als Doppelhaus ausgeführt und umfasste insgesamt eine Breite von neun Gebinden. In späterer Zeit war das Haus zum Teil verändert worden. Der südliche Teil wurde von einem Zwerchhaus bekrönt, der nördliche Teil verfügte über einen Kniestock. Die Fachwerkfassade dieses Gebäudeteils war im Obergeschoss mit der Fachwerkfigur des Halben Manns verziert. Die beiden Eingangstüren befanden sich am Süd- bzw. Nordende des Hauses.
Im Jahr 1989 wurde das Gebäude im Zuge eines flächenhaften Abbruchs von Häusern abgerissen. Es wird in der Literatur als verlorengegangenes wichtiges Gebäude in Quedlinburg bezeichnet. Die Fachwerkfassade des Obergeschosses des nördlichen Gebäudeteils wurde geborgen und vor das obere Geschoss des Neubaus Hohe Straße 9 gesetzt.
Auf dem Grundstück Neuendorf 22, 23 entstanden später Ersatzneubauten.